# 苏志清真寺
苏志清真寺，位于中国青海省循化县查汗都斯乡苏志村，为第五批青海省文物保护单位，公布日期为1988年9月15日，类型为古建筑。
苏志清真寺的历史年代为明。